# ルーシー (探査機)
ルーシー（Lucy）とは、5つの木星トロヤ群小惑星を探査する計画、あるいはその計画における探査機の名称である。
ルーシーは、M型小惑星プシケ探査計画のサイキと共に、2017年1月4日にNASAのディスカバリー・プログラムに選定された。
ディスカバリー・プログラムは、NASAの惑星ミッションプログラムオフィスが運営する、低コストかつ高頻度で太陽系探査を行うシリーズミッションであり、1994年度予算で正式に開始され、各ミッションは開発期間36か月以内、開発費1億9000万ドル以下、ミッション総費用2億9900万ドル以下という明確なコスト上限のもと、重点的な科学目標の達成を目指す方式を採用している。
また、ディスカバリー・プログラムは、1990年代初頭に当時のNASA長官ダニエル・ゴールディンが提唱した「より速く、より良く、より安く（Faster, Better, Cheaper）」の方針を具現化する枠組みとして創設されたことでも知られる。
ミッション名は、有名な類人猿化石、ルーシーに由来する。これは、探査対象であるトロヤ群小惑星が太陽系初期の歴史を保存する「惑星形成の化石」であると考えられているからである。一方、類人猿化石のほうのルーシーは、ビートルズの楽曲「Lucy in the Sky with Diamonds」にちなんだものである。

## 経過
2021年
10月16日午前9時34分 (UTC) にケープカナベラル空軍基地から打ち上げられた。
2022年
10月16日、第一回地球スイングバイ実施。
2023年
11月1日 (UTC) 頃、小惑星ディンキネシュに接近観測し、ディンキネシュが接触二重小惑星であることを発見した。
2024年
12月13日4時15分 (UTC)、第二回地球スイングバイ実施。
2025年
4月20日 (UTC) 頃、小惑星ドナルドジョハンソンに接近観測。

## 予定

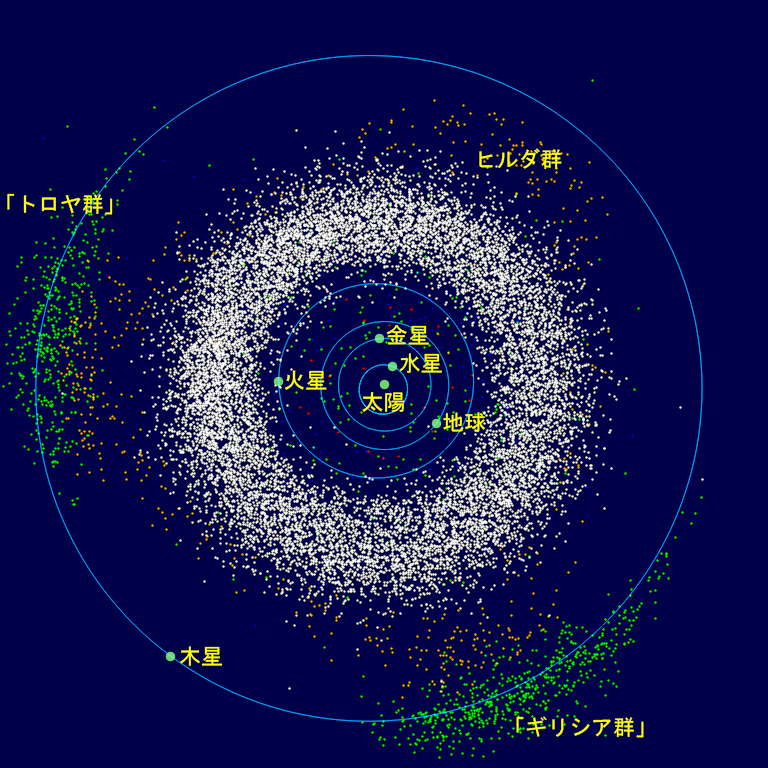
内太陽系と木星軌道付近の小惑星の分布。

ルーシーは、2027年には木星L4トロヤ群に到達し、(3548) エウリュバテス、(15094) ポリュメーレー、(11351) レウコス、(21900) オルスをフライバイする予定である。 これらのフライバイののち、ルーシーは重力アシストを受けるために地球近傍へ戻り、木星のL5点へ向かう。L5点では、(617) パトロクロスとその衛星メノイティオスを探査する。また、トロヤ群到達前の2025年には小惑星帯の内側にある(52246) ドナルド・ジョハンソンもフライバイする予定で、(52246) ドナルド・ジョハンソンは、ルーシー化石の発見者にちなんで2015年に名づけられた小惑星である。
ルーシーには高解像度可視イメージャ、光学／近赤外分光器、熱赤外分光器の3つの機器が搭載される予定である。

## 開発
ルーシーはNASAのディスカバリー・プログラムの次期ミッションとして提案されたミッションの1つである。次期ミッションは2021年末までの打ち上げを要求するものであった。この応募は2015年2月に締め切られ、総計28ミッションが提案された。
2015年9月30日、ルーシーは5つあるファイナリスト・ミッションの1つに選出され、計画の具体化のため300万ドルの資金を受けた。ほかには、DAVINCI、NEOCam、サイキ、VERITASがファイナリスト・ミッションに選出されている。
2017年1月4日、ファイナリスト・ミッションからルーシーとサイキの2つが選定された。

## 科学搭載機器
以下の機器が搭載される予定である：
L'Ralph可視全領域カラーイメージャ／赤外分光マッパ。 L'Ralphはニュー・ホライズンズのRalphを基にしていて、ゴダード宇宙飛行センターで開発される予定である。
L'LORRI高分解能可視イメージャ。L'LORRIはニュー・ホライズンズのLORRIから派生したもので、ジョンズ・ホプキンス大学応用物理研究所で開発される。
L'TES熱赤外分光装置。L'TESはオサイリス・レックスのOTESに類似の搭載機器である。アリゾナ州立大学で開発される予定。
これらのほかに、通信電波のドップラーシフトを用いた電波科学探査が小惑星の質量を決定するために行われる。

## 目標天体
目標天体とフライバイする予定日時は以下の通り：
- 2025年4月20日：(52246) ドナルド・ジョハンソンをフライバイ。(52246) ドナルド・ジョハンソンは直径4 kmのC型小惑星でメインベルト内縁部に位置し、年代約1.3億年のエリゴネ族の小惑星である。
- 2027年8月12日：(3548) エウリュバテスをフライバイ。(3548) エウリュバテスは直径64 kmのC型小惑星で、木星トロヤ群のうち、L4周りのギリシア群に属する。トロヤ群で唯一確認されている衝突族の最大メンバー。2,000 km離れたところに直径1kmほどの衛星を有する[20]。
- 2027年9月15日：(15094) ポリュメーレーをフライバイ。(15094) ポリュメーレーは、直径21 kmのP型小惑星でL4トロヤ群内の衝突小惑星片である可能性がある。
- 2028年4月28日：(11351) レウコスをフライバイ。(11351) レウコスは直径34 kmのD型小惑星で、自転速度が遅い（自転周期466時間）L4トロヤ群小惑星である。
- 2028年11月11日：(21900) オルスをフライバイ。(21900) オルスは直径51 kmのD型小惑星でL4トロヤ群に位置する。
- 2033年3月2日：(617) パトロクロスをフライバイ。(617) パトロクロスは直径140 kmのP型二重小惑星で、680 km離れたところに直径104 kmの衛星メノイティオスがある。L5トロヤ群に属する。